# 曾口镇
曾口镇，是中华人民共和国四川省巴中市巴州区下辖的一个乡镇级行政单位。2019年12月，撤销金碑乡，将其所属行政区域划归曾口镇管辖。

## 行政区划
曾口镇下辖以下地区：
曾口溪社区、方山寨村、杨帆村、椿树村、大坡村、秧田沟村、寿星村、雁桥村、书台村、桔林村、石龙村、中和村、康村、芦山村、新民村、黄梁树村、飞马村、龙潭村、石溪村、吉公村、红旗村、太和村、永红村、岭岗村、杏花村、石峡村、龙池村、洞坪村、二龙场村、大柏树村、兰花村、茨垭村、宝珠村、凉风垭村、大垭村、显岩村、石堡村、佛龙村、堰龙溪村、金凤村、响滩村和园艺村。